# Teodor I Àngel-Comnè Ducas
Teodor Àngel-Comnè Ducas fou el segon governant del Despotat de l'Epir, del 1215 al 1230. Va expansionar el territori fins a conquerir la ciutat de Tessalònica on es va fer nomenar, pel bisbe d'Ocrida, «basileu i autòcrata dels romans», el títol que tradicionalment havien fet servir els emperadors romans d'Orient. Això implicava que tenia intenció de continuar l'expansió fins a Constantinoble, però no va arribar a passar perquè va estar sis anys captiu a Bulgària. Quan el 1237 va tornar es va haver d'enfrontar al seu germà Manuel que havia assumit el poder en la seva absència. Com que estava ceg va abdicar i va deixar el govern primer en mans del seu fill Joan i després en les del seu altre fill Demetri, mentre ell era senyor de Vodena. Manuel va cercar el suport de l'emperador de Nicea per recuperar el tron. També el seu nebot Miquel II es va alçar contra el repartiment, exigint els drets de successió del seu pare. Vers el 1245 el conflicte es va resoldre arribant a una entesa segons la qual els governants de l'Epir renunciaven al títol d'emperador i se sotmetien a vassallatge de Nicea. El 1252, per haver aconsellat a Miquel II que traís la confiança de l'emperador de Nicea, Joan III Vatatzes, fou empresonat on va morir poc després.

## Orígens
Teodor era fill del sebastocràtor Joan Ducas i de la seva esposa Zoè. Els seus avis paterns eren Constantí Àngel i Teodora Comnena, una filla de l'emperador Aleix I Comnè (r. 1081–1118). L'oncle de Teodor, Andrònic, fou el pare dels emperadors Isaac II Àngel (r. 1185–95 i 1203-04) i d'Aleix III Àngel (r. 1195-1203), els quals eren cosins d'ell. Igual com el seu germanastre, Miquel I, va preferir fer servir el cognom "Ducas" o "Comnè Ducas" (en grec Μιχαήλ Κομνηνός ὁ Δούκας), els seus contemporanis també feien servir aquests cognoms per referir-se a ell i, fins i tot, alguns empraven la forma "Gran Comnè" (μέγας Κομνηνός), més pròpia dels governants de l'Imperi de Trebisonda. Teodor evidentment preferia que el relacionessin amb les dinasties Ducas i Comnè, que havien tingut més èxit que la dels Àngel al capdavant de l'Imperi Romà d'Orient; de fet els únics escriptors medievals que el van anomenar "Teodor Àngel" eren els seus detractors, Nicèfor Gregoràs i Teodor Skoutariotes, que es van mostrar proclius als Paleòleg com a hereus de l'antic Imperi Romà d'Orient. Es dona el cas que Jordi Acropolita es va referir a ell com "Teodor Comnè" fins a la seva derrota a Klokòtnitsa el 1230 i com "Teodor Àngel" després d'aquest esdeveniment.

## Al servei dels Làscaris
El 1204, a la caiguda de Constantinoble el 12 d'abril, va fugir cap a l'Àsia Menor amb Constantí «XI» Làscaris i a la seva mort, va estar al servei del seu germà Teodor I Làscaris, el qual va fundar l'Imperi de Nicea. Segons es diu en una carta del metropolità de Corfú, Jordi Bardanes, un apologista seu, Teodor va donar serveis molt valuosos als Làscaris, passant molts perills en benefici d'aquests emperadors i lluitant contra els seus enemics en diverses fortaleses les quals va sotmetre al govern dels Làscaris; de les seves gestes va obtenir renom de guerrer coratjós. En aquesta època es va casar amb Maria Petralifaina, amb qui va tenir quatre fills.
Tradicionalment, alguns acadèmics com Karl Hopf i Antoine Bon, el van identificar amb un tal Teodor, anomenat senyor d'Argos que va ser successor de Leo Sgouros en liderar la resistència contra l'ocupació dels croats al nord-oest del Peloponès. Aquesta hipòtesi ha estat posada en dubte per Raymond-Joseph Loenertz, qui afirma que no hi ha cap evidència per mantenir com a certa aquesta identificació mentre que sí que ha quedat ben establert que en aquella època Teodor estava al servei de l'Imperi de Nicea.

## Dèspota de l'Epir

### Successió de Miquel I
El 1205 va tornar a Europa per unir-se al seu germà bastard Miquel I Comnè Ducas, que s'havia apoderat de l'Epir i havia erigit aquesta regió en estat independent. Miquel l'havia cridat perquè l'únic fill encara viu era menor d'edat i segons alguns historiadors era il·legítim (Miquel II). Els Làscaris li van demanar un jurament, abans de marxar: que no els perjudicaria ni tampoc als seus descendents.
A partir del 1210, Miquel I va engegar una campanya d'expansió cap al Regne de Tessalònica: hi van haver dificultats al començament, després es va guanyar força territori incloent Durazzo (Dirràquion) i Corfú el 1214. Aquest any Miquel va morir assassinat (o el 1215) i Teodor el va succeir. S'esperava que seria el regent del seu nebot, però segons l'hagiografia de santa Teodora d'Arta, va enviar el noi i la seva mare a l'exili, al Peloponès, on va romandre fins poc abans de la mort de Teodor. Cal fer notar que, encara que l'estat que governava va passar a la història amb el nom de Despotat de l'Epir, ni ell ni el seu germanastre van portar el títol de dèspota, el qual es va començar a fer servir amb el seu nebot Miquel II.

### Expansió

Expansió territorial del Despotat de l'Epir entre el 1205 i el 1230

Tot i el seu jurament als Làscaris, Teodor cobejava l'ambició d'ampliar territoris fins a Constantinoble i, igual com els emperadors de Nicea, volia assumir el títol d'emperador romà d'Orient. Teodor el va incorporar als seus dominis la regió entre el riu Drin (a Albània) i la mar Adriàtica. Per tal d'assegurar la línia d'atac al nord, Teodor es va aliar amb els serbis i els albanesos. El Principat d'Arbanon ja estava sota l'òrbita d'influència de l'Epir en vida de Miquel I, i ell es va encarregar d'estrenyer els lligams amb el seu governant, Demetri Progoni. Quan aquest va morir el 1215 i va deixar el principat a la seva vídua, ella es va casar de seguida amb el magnat Gregori Kamonas, amb qui Teodor va renovar els lligams, edevinit el seu vassall.
Els serbis es van mostrar inamovibles i Teodor va abandonar la intenció iniciada per Miquel I, d'expandir-se pel seu territori cap a Zeta, i va preferir cercar una aliança amb el príncep serbi Stefan II Nemanjić (r. 1196-1228) per unir forces contra els búlgars. L'aliança entre l'Epir i Sèrbia va quallar amb el matrimoni entre el germà de Teodor, Manuel, i una de les germanes de Stefan II vers l'any 1216. Stefan II va cercar després la realització del matrimoni entre un dels seus fills —molt probablement el primogènit i hereu Stefan Radoslav— amb la segona filla de Miquel I, Teodora, però no va ser possible per la negativa de l'arquebisbe d'Ocrida, Demetrios Comatianos, ja que Teodora tenia relació de parentiu amb el nuvi per part de la mare d'ell, Eudòxia Angelina, una filla d'Aleix III Àngel. El 1217, Stefan II va proposar ser ell el nuvi i casar-se amb la germanastra de Teodora, Maria, però l'arquebisbe ho va vetar amb els mateixos o semblants arguments. Finalment Stefan Radoslav es va casar amb la primera filla de Teodor, Anna, l'hivern del 1219/20. El 1216 Teodor es va assegurar la frontera nord amb un tractat amb el duc de Ràscia (Sèrbia), i amb els llatins va signar una treva. Llavors va atacar els búlgars als qui va prendre Prílep, Ocrida, la major part de la plana de Pelagònia, probablement aproximant-se al riu Estrímon. La captura d'Ocrida, seu de l'homònim arquebisbat, va ser molt important. Teodor va donar suport a l'elecció de Comatianos com a arquebisbe el 1217 i ell, a canvi, el va lloar i li va donar suport en les seves reclamacions a ser emperador romà d'Orient.
Després de la Quarta Croada, els bisbes ortodoxos de la banda que estaven en territori d'Àsia Menor i els del territori europeu van començar a actuar per separat i finalment van constituir esglésies separades. Els de l'Imperi de Nicea es van reunir el 1208 i van escollir Miquel Autorià com a patriarca de Constantinoble. L'elecció va ser no canònica i per tant, de legitimitat qüestionable. Això implicava que la validesa de l'entronització de Teodor I Làscaris quedava en dubte. Durant el govern de Miquel I es van celebrar dos sínodes en territori de l'Epir per decidir assumptes relacionats amb l'administració de l'Església, que ja era força independent del patriarcat de Constantinoble, un es va fer a Naupaktos presidit per Joan Apokaukos, i un altre a Ocrida presidit per Comatianos. Aquest bisbe aviat va esdevenir el més preeminent de l'oest i va cercar afermar l'autonomia de l'estat epirota respecte dels nicens. El patriarca de Nicea Manuel I Sarantenos va començar a nomenar bisbes per les seus de l'Epir, cosa que aquells es van negar a acceptar. Malgrat el pacte amb el governant de l'Epir, Stefan II Nemanjić va explotar aquesta rivalitat entre eclesiàstics per treure'n profit i va proclamar que l'Església ortodoxa sèrbia era autocèfala, trencant amb la tradició que la feia depenent de l'arquebisbat d'Ocrida. Ignorant les protestes, Rastko, germà de Stefan, va ser nomenat arquebisbe de Sèrbia amb el sobrenom de Sava, consagrat per Manuel Sarantenos el 1219.
Les incursions de Teodor per Macedònia van inquietar Aleix Slav, governant de Melnik. Aquest era enemic de Boril, i havia estat abandonat pel seu aliat, l'emperador Enric I de Flandes (r. 1205–16), qui el 1213 havia promès aliança amb Bulgària. De cara a un possible atac de Teodor, Aleix Slav va preferir fer causa comuna amb ell i es va casar amb una neboda de l'esposa de Teodor. L'èxit dels epirotes a Macedònia va disgustar els llatins, els quals van atacar Tessalònica. El Regne de Tessalònica s'havia vist afeblit després de la mort del seu fundador, Bonifaci I de Montferrat, el 1207, i estava llavors governat pel seu fill menor d'edat Demetri (r. 1207–24). Enric de Flandes va interrompre una campanya contra els nicens a l'Àsia Menor i va anar cap a Tessalònica. Allà es va posar en contacte amb Boril i van decidir atacar Teodor, però va emmalaltir sobtadament i va morir l'11 de juny del 1216. Els barons de l'Imperi Llatí van escollir com a successor a Pere de Courtenay, un cosí del rei Felip II de França, que va sortir amb un exèrcit de 160 cavallers i 5.500 soldats aportat en bon part pels venecians a canvi de conquerir Dirràquion (Durazzo) que Teodor havia ocupat tres anys abans. Va arribar a Dirràquion el 1216 però la ciutat va resistir el setge i va haver de renunciar a la conquesta i els venecians aleshores es van retirar. Pere va pactar amb Teodor la renuncia a mes operacions militars a canvi del lliure pas pel seu territori passant per l'antiga Via Egnatia fins a Tessalònica, creuant Albània i la regió occidental de Macedònia, però Teodor va incomplir el pacte i el va fer caure en un parany a un congost prop d'Elbasan, essent fet presoner juntament amb altres incloent-hi el llegat papal. El papa Honori III va amenaçar d'enviar una croada contra ell i els contingents es van començar a aplegar a Ancona a finals del 1217 mentre els venecians es preparaven per atacar Dirràquion. El març del 1219 Teodor va alliberar el legat papal de Giovanni Colonna i va prometre lleialtat al papa. Aquest va desmuntar la croada i va prohibir al duc de Venècia fer cap acció contra Teodor, refiant que així alliberaria els altres captius. Pere no fou alliberat i va morir captiu, probablement abans del setembre del 1219. Amb la mort de Pere de Courtenay, el Regne de Tessalònica i l'Imperi Llatí quedaven en mans de regents femenines. La vídua de Pere va arranjar el matrimoni de la seva filla Agnès amb l'hereu del Principat d'Acaia, Jofre II de Villehardouin (r. ca. 1229–46). A més, Violant de Flandes, va assegurar la frontera oriental del seu imperi oferint la seva filla Maria de Courtenay en matrimoni a Teodor I Làscaris, que acabava d'enviudar per segona vegada.

### Conquesta de Tessalònica
Abans de donar el cop definitiu a Tessalònica, Teodor va assegurar el sud del seu estat nomenant el seu germà Constantí com a governador d'Etòlia i Acarnania, el qual va demostrar ser un efectiu escut contra el Ducat d'Atenes i a més va expansionar el territori amb la conquesta de Neopàtria i Làmia.
El 1218 Teodor va iniciar una campanya de quatre anys contra el Regne de Tessalònica, que es va desenvolupar sobretot a Tessàlia (1218-1222) i que va comportar l'ocupació de gran part del regne, des de Platamó al sud, fins a Serres i Drama al nord-est. Tessalònica fou assetjada, i Guiu de Pallavicini va assumir la direcció de la ciutat com a regent del jove Demetri, que va marxar a demanar ajut al papa i als senyors italians. La caiguda de Tessalònica semblava imminent i el papa Honori III va reaccionar excomunicant Teodor i donant ordre de fer un embargament de cavalls, tropes i qualsevol subministrament que vingués dels ports de l'Adriàtic, va enviar cartes a Constantinoble demanant ajut pel fill del difunt Pere II, Demetri. Violant i el seu fill Demetri van aconseguir burlar el setge i van marxar a Roma, on van ser rebuts pel papa el març del 1222 i poc després per l'emperador Frederic II (r. 1220-50); llavors es va proclamar una croada contra Teodor.

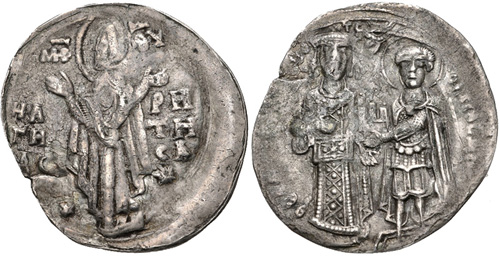
Moneda de billó mostrant Teodor com a emperador de Tessalònica

L'emperador alemany va enviar alguns soldats l'any següent (1223) però l'atac de Joan III Vatatzes de Nicea va obligar a retirar aquestes tropes. Teodor va ocupar llavors Adrianòpolis i part de Tràcia. Mentrestant els seus soldats ja s'acostaven a Constantinoble, però va haver d'abandonar en arribar-li la notícia que Guillem VI de Montferrat havia desembarcat a Tessàlia. El 1224 Teodor va entrar a Tessàlònica a finals d'any (1224). Poc després va arribar a Tessàlia Guillem VI de Montferrat per defensar la corona del seu germanastre Demetri, però les seves tropes foren delmades per una epidèmia de pesta, en la qual va morir el mateix Guillem VI (1225). Teodor va agafar el mateix títol que havien fet servir els emperadors romans d'Orient: basileu i autòcrata dels romans, això el va fer entrar en conflicte directe amb Joan III Vatatzes, que feia servir també aquest títol.
En els anys successius Teodor es va dedicar a consolidar el seu poder i va iniciar un acostament a l'emperador Frederic II, mentre aquest va estar a Corfú de camí cap a la sisena croada el 1228, fins i tot el 1229 li va enviar una companyia militar per servir a les seves ordres a Itàlia. Teodor va proclamar un edicte el 19 d'agost del 1228 prohibint als mercaders venecians comerciar dins del territori sota el seu govern.

### Conflictes amb els búlgars i els serbis
Les operacions d'expansió cap al nord no varen continuar a causa de conflictes amb els búlgars i Teodor es va dedicar a consolidar el seu poder. El 1227 el nou rei de Sèrbia, Radoslav (Esteve II Radoslav), que acabava de succeir al seu pare Esteve I, es va declarar vassall de l'Epir. El 1230 la República de Ragusa va reconèixer la sobirania de Teodor.
L'emperador búlgar Ivan II Assèn va oferir aliança matrimonial al successor de Robert de Courtenay (mort el gener del 1230), el jove d'11 anys Balduí II (r. 1228-73), amb la filla del primer Helena Assèn. Els barons llatins van malfiar i no van acceptar; també Teodor va malfiar i, a la cimera del seu poder, va atacar territori búlgar però va patir una greu desfeta en la batalla de Klokòtnitsa, a la riba superior del riu Maritsa, on fou fet presoner. Inicialment fou tractat amb honors, però quan es va descobrir que ell i el seu fill Joan preparaven un complot contra el tsar Ivan II Assèn, va ser cegat. La tasca d'efectuar el cegament va ser encomanada a dos jueus que, com que Teodor havia ordenat persecucions contra els de la fe jueva, li tenien rancúnia. Finalment però els dos jueus no van voler efectuar la venjança, Ivan va ordenar llençar-los per un penya-segat i uns altres van fer la feina. Els territoris conquerits per Teodor als llatins es van sotmetre al tsar búlgar (menys alguna zona de Tessàlia), i els búlgars van entrar amb poca resistència a Albània i Dirràquion.
Manuel I Àngel-Comnè, germà de Teodor, casat amb una filla d'Ivan Assèn, va agafar el poder a l'Epir, Etòlia, Acarnània, Macedònia i part de Tessàlia, i el va conservar perquè es va reconèixer vassall del tsar de Bulgària.
Ragusa va rebutjar la sobirania de l'Epir el 1232 i Sèrbia ho va fer el 1233.
Després de sis anys de captivitat, Ivan que acabava d'enviudar i s'havia enamorat de la filla de Teodor, Irene, el va alliberar a canvi de la mà de la filla.

## Abdicació
El 1237 Teodor, junt amb el seu fill Joan, va tornar a la resta dels seus antics dominis. Van entrar a Tessalònica disfressats de rodamons i ràpidament van contactar amb noblesa per enderrocar al seu germà Manuel. Els aristòcrates es va posar del seu costat, Manuel va fugir a Atàlia (ciutat en territori seljúcida), des d'allà va anar a l'Imperi de Nicea i l'esposa d'aquest va tornar a Bulgària a la cort del seu pare Ivan Assèn. Teodor, restablert, va abdicar en el seu fill Joan I Àngel-Comnè, sense cap cerimònia d'entronització. Joan tenia més predisposició cap a la vida monàstica i Teodor va haver de persuadir-lo dient-li que era la voluntat de Déu que fos emperador o, si no fos així, Déu no li hagués concedit tenir descendència. Joan va cedir a la petició del seu pare i va acceptar el càrrec però Teodor va ser qui realment governava.
Joan III Vatatzes va donar suport a Manuel i a començaments del 1239 va salpar amb una flota de sis vaixells per venjar-se'n i va desembarcar a Tessàlia, a prop de Demètries. En poc temps va ocupar Farsàlia, Larisa, i Platamó. Davant la perspectiva d'una guerra civil Teodor va pactar un repartiment del territori: Manuel rebia Tessàlia, Joan i Teodor mantenien la possessió de Tessalònica i els territoris de Macedònia fins als punts més occidentals, Vodena i Ostrovo, mentre que Constantí quedava confirmat en el seu apanatge d'Etòlia i Acarnania que segurament ja no tenia (però a la mort de Manel el 1241 el va succeir a Tessàlia).
Amb tots aquest disturbis, Miquel II Àngel-Comnè Ducas (fill del dèspota Miquel I), que havia estat a l'exili i no l'havien inclòs en cap acord, va poder agafar el poder a l'Epir, Etòlia i Acarnània, i es va proclamar dèspota a aquestes regions i a Corfú, deixant a Joan només alguns territoris principalment a Macedònia. El 1241 va morir Manuel I i Miquel II es va afanyar a entrar a Tessalònica (1246) i assegurar també aquesta ciutat.
El mateix any 1241 va morir Ivan II Assèn, deixant al tron el seu fill de set anys. L'emperador de Nicea va creure que aquest fet deixava Constantinoble sense gaire suport defensiu i, per tant era el moment oportú per atacar però abans va convidar Teodor a dialogar amb ell sobre una campanya conjunta. Teodor el Cec va anar a Nicea, refiant de les bones intencions de Joan Vatatzes, però en realitat era la manera de retenir-lo com a ostatge mentre atacava Tessalònica. Després de quaranta dies de negociacions fou finalment alliberat a canvi que el seu fill Joan renunciés al títol d'emperador, i es declarés vassall de Nicea. Teodor es va retirar a Vodena, des d'on va exercir el govern; Joan va morir el 1244 i el va succeir el seu germà Demetri Àngel-Comnè que el 1246, el qual no es va fer estimar gaire pels ciutadans.
La tardor del 1246, quan Kaliman de Bulgària va morir i el seu regne va quedar en mans del seu germanet Miquel I Assèn (r. 1246–57), Vatatzes va aprofitar per atacar Bulgària i en tres mesos va capturar la major part de Tràcia i la part nord-est de Macedònia, mentre que Miquel II de l'Epir també treia profit de la situació efectuant una expansió cap a Albània i el nord-oest de Macedònia. Al novembre, acabada aquesta campanya, Miquel II de l'Epir i l'emperador de Nicea es van unir per deposar Demetri Àngel-Comnè, ja que hi havia queixes contínues dels ciutadans. Mentre Tessalònica i Macedònia eren confiades al govern del gran domèstic Andrònic Paleòleg, Teodor el Cec romania a Vodena sense participar en els fets.
Vatatzes va cercar aliança amb l'Epir, oferint un matrimoni entre el fill de Miquel II, Nicèfor i la seva neta Maria. L'oferiment es va acceptar i es va celebrar el matrimoni a Pegae. Això no obstant, Miquel va escoltar els consells del seu oncle Teodor qui, des de Vodena, li va proposar atacar els dominis de Nicea a Tessàlia i recuperar aquests territoris a l'Epir. Miquel II va ocupar la costa de Macedònia el 1251. El 1252 Nicea va passar a l'ofensiva i va recuperar les seves possessions, amb la fortalesa de Castòria i varen arribar fins a Albània. Miquel II va demanar la pau i va signar el Tractat de Làrissa pel qual renunciava a favor de Nicea als territoris grecs occidentals que havia pres a Bulgària, i a Prílep i Kroja a Albània, i a canvi se li reconeixia el títol de dèspota de l'Epir, però com a vassall de l'emperador de Nicea. Teodor el Cec de Vodena fou fet presoner altra vegada i empresonat a Nicea, on va morir després del 1252.

## Matrimoni i descendència
Es va casar amb Maria Petralifaina i van tenir quatre fills:
- Anna Angelina, que es va casar amb el rei Stefan Radoslav de Sèrbia.
- Joan, que va ser emperador a Tessalònica el 1237, per la ceguesa del seu pare.
- Irene, que es va casar amb Joan II Assèn de Bulgària.
- Demetri, que va succeir el seu germà Joan en el govern de Tessalònica el 1244.